# ألين بارنت
ألين بارنت (بالإنجليزية: Allen Barnett) هو كاتب أمريكي، ولد في 23 مايو 1955 في جوليت في الولايات المتحدة، وتوفي في 14 أغسطس 1991 في نيويورك في الولايات المتحدة.